# Association Sportive de Saint-Étienne 1993-1994
Questa voce raccoglie le informazioni riguardanti l'Associaton Sportive de Saint-Étienne nelle competizioni ufficiali della stagione 1993-1994.

## Maglie e sponsor
Lo sponsor tecnico per la stagione 1993-1994 è Puma mentre lo sponsor ufficiale è Casino. Venne confermato lo stesso motivo delle maglie introdotto nella stagione precedente.
| Manica sinistra · Manica sinistra · Maglietta · Maglietta · Manica destra · Manica destra · Pantaloncini · Calzettoni |

## Organigramma societario
Area direttiva
- Presidente: Yves Guichard, poi Michel Vernassa
- Direttore generale: Jean-Michel Larqué

Area tecnica
- Allenatore: Jacques Santini
- Allenatore in seconda: François Blaquart
- Allenatore dei portieri: Jean-Noël Dussier

Area sanitaria
- Massaggiatore: Gérard Forissier, Marcel Garcia

## Rosa
| N. |                    | Ruolo | Calciatore             |
| -- | ------------------ | ----- | ---------------------- |
|    | Francia (bandiera) | P     | Joseph-Antoine Bell    |
|    | Francia (bandiera) | P     | Grégory Coupet         |
|    | Francia (bandiera) | P     | Robin Huc              |
|    | Francia (bandiera) | D     | Laurent Blanc          |
|    | Francia (bandiera) | D     | Philippe Cuervo        |
|    | Francia (bandiera) | D     | Jean-Pierre Cyprien    |
|    | Francia (bandiera) | D     | Christophe Deguerville |
|    | Francia (bandiera) | D     | Salem Harchèche        |
|    | Francia (bandiera) | D     | Sylvain Kastendeuch    |
|    | Francia (bandiera) | D     | Fabrice Mannucci       |
|    | Francia (bandiera) | D     | Christophe Médaillon   |
|    | Francia (bandiera) | D     | Patrick Moreau         |
|    | Francia (bandiera) | D     | Sébastien Perez        |

| N. |                       | Ruolo | Calciatore            |
| -- | --------------------- | ----- | --------------------- |
|    | Francia (bandiera)    | D     | Jean-Philippe Primard |
|    | Francia (bandiera)    | C     | Jean-Philippe Delpech |
|    | Francia (bandiera)    | C     | Pascal Despeyroux     |
|    | Slovacchia (bandiera) | C     | Ľubomír Moravčík      |
|    | Francia (bandiera)    | C     | Olivier Pantaloni     |
|    | Francia (bandiera)    | C     | Gérald Passi          |
|    | Francia (bandiera)    | C     | Stéphane Santini      |
|    | Polonia (bandiera)    | C     | Piotr Świerczewski    |
|    | Guinea (bandiera)     | A     | Titi Camara           |
|    | Francia (bandiera)    | A     | Jérôme Four           |
|    | Francia (bandiera)    | A     | Étienne Mendy         |
|    | Danimarca (bandiera)  | A     | Miklos Molnar         |
|    | Germania (bandiera)   | A     | Roland Wohlfarth      |